# Quinto Fulvio Nobilior
Quinto Fulvio Nobilior (en latín, Quintus Fulvius M. f. M. n. Nobilior) fue un cónsul romano, hijo del también cónsul Marco Fulvio Nobilior, vencedor de la Liga Etolia y hermano del cónsul del año 159 a. C. Marco Fulvio Nobilior.

## La confusión de Livio
Tito Livio menciona a un Q. Fulvio Nobilior nombrado en el año 184 a. C. triunviro para fundar colonias en Potentia y Pisaurum, y como dice Cicerón que Q. Nobilior, hijo del conquistador de los etolios, fue un triumvir coloniae deducendae, aunque no menciona el nombre de la colonia, parecería ser que el Q. Nobilior al que alude Tito Livio, es el mismo personaje mencionado por Cicerón.
Pero hay dos objeciones a esta conclusión natural: en primer lugar, es extremadamente improbable, y contrario a la práctica romana, que tan importante deber como participar en la fundación de una colonia se le haya confiado a una persona tan joven como Q. Nobilior, ya que no obtuvo el consulado hasta treinta y un años después, y en segundo lugar, el Q. Fulvius M. f. que, dice Tito Livio, fue elegido triunviro epulo en el año 180 a. C., cuando todavía era un niño (praetextatus), difícilmente puede ser otro personaje que el hijo del gran M. Fulvio, cuyo nombre aparece tan a menudo en los escritos del historiador. 
Una extrapolación de las fechas hace casi seguro que este Q. Fulvius M. f. sea el mismo que el cónsul de 153 a. C., pues es de suponer que él tenía dieciséis años cuando fue inscrito en el colegio de los epulones, y habría sido de cuarenta y tres años, cuando fue elegido cónsul, la edad en que un ciudadano podría obtener este honor por vez primera. 
Por lo tanto podemos concluir que el Q. Nobilior que fue triunviro en el año 184 a. C. debe ser una persona diferente a la del cónsul de 153 a. C.

## Consulado
Fue cónsul en 153 a. C. junto con Tito Annio Lusco, justo cuando se cambió la fecha de entrada en la magistratura (que pasó a las calendas de enero en lugar de los idus de marzo). 
El motivo del cambio parece que fue el estallido de la guerra a Hispania, donde los lusos libres habían ocupado territorios sometidos a Roma, y arrastraban a la rebeldía a los celtiberos; y los romanos tenían la convicción de que Nobílior frenaría la extensión de la rebelión; los celtiberos habían retomado la lucha después de una paz que duraba desde el año 179 a. C. iniciando ahora una guerra que duraría hasta el año 134 a. C. 
Pero cualquiera que haya sido la causa, las calendas de enero continuaron desde esta fecha siendo el primer día del año consular.

## Segunda guerra celtíbera o de los belos, titos y arévacos
Desde la conquista de los celtíberos, en el año 179 a. C., por Graco, el padre de los célebres tribunos, esta nación guerrera no había dado ningún problema a los romanos. Sin embargo, era más debido a la reglamentación prudente de Graco, después de sus victorias, que a los propios triunfos. 
La excusa para el comienzo de las hostilidades ocurre en 154 a. C. con la ampliación de la fortificación de Segeda, capital de los belos. El Senado romano lo consideró como una infracción de los acuerdos de Graco y una amenaza para sus intereses en Hispania. El senado romano prohibió continuar la muralla y exigió, además, el tributo establecido con Graco. Los segedenses arguyeron que la muralla era una ampliación y no una nueva construcción y que se le había exonerado del pago del tributo después de Graco.
Sin embargo, Polibio atribuye el origen de la guerra al comportamiento de los gobernadores romanos, que habían convertido la administración romana en insoportable para los indígenas.
De esta manera Nobilior llegó a Hispania en el año 153 a. C. con un ejército de 30.000 hombres. Se especula con que se trataría de un ejército consular, dotado de dos legiones y dos alas itálicas, reforzado por un número restante de aliados iberos. También es posible que hubiera algún número de aliados más exóticos, como etolios.
Al llegar, obligó a las tribus de titios y belos, reunidas en Segeda, a someterse. Algunos celtiberos se refugiaron en el territorio de la tribu de los arévacos, los cuales se rebelaron y eligieron como cabeza de guerra a Caro (Carus), uno de los refugiados. Caro, con 20 000 soldados y 5000 jinetes, venció a Nobilior tres días después en una emboscada que ha sido comparada con la batalla del Lago Trasimeno, causándole una pérdida de 6000 hombres. El desastre romano fue tan grave que ningún general romano después lucharía en ese día, el 23 de agosto de 153 a. C., día de la Vulcanalia, a menos que fuera obligado.
Nobilior compensó el desastre con un ataque de la caballería en el que murieron Caro y parte de sus hombres. Poco después el cónsul romano recibió refuerzos de caballería númida y algunos elefantes enviados por Masinisa. Los elefantes causaron tal miedo a los celtiberos que estos se retiraron detrás de las murallas de Numancia, donde se hicieron fuertes. 
Nobilior los persiguió y consiguió encerrarlos detrás los muros de la ciudad, pero bajo los muros de Numancia los elefantes númidas se desbocaron y crearon confusión a las filas romanas y una salida afortunada de los arevacos acabó con la muerte de cuatro mil romanos y la captura de los elefantes. Nuevos choques se saldaron con ventaja para los rebeldes celtiberos (incluyendo la captura por estos de la plaza de Ocilis, donde los romanos tenían sus almacenes militares). 
En 152 a. C. el senado romano envió refuerzos considerables y Nobilior, que se había retirado a sus cuarteles de invierno donde pasó una dura estación en la que murieron de frío y por escasez de provisiones muchos de los romanos que habían conseguido sobrevivir a los enfrentamientos con los celtíberos, fue finalmente sustituido por Marco Claudio Marcelo.

## Hechos posteriores
Fulvio Nobilior ocupó el cargo de censor junto con Apio Claudio Pulcro en el año 136 a. C.
Cicerón nos señala que él heredó el amor de su padre por la literatura, y que presentó el poeta Quinto Ennio con la ciudadanía romana cuando era un triunviro para fundar una colonia.